# ATMOS 2000
 (juin 2023).
Si vous disposez d'ouvrages ou d'articles de référence ou si vous connaissez des sites web de qualité traitant du thème abordé ici, merci de compléter l'article en donnant les références utiles à sa vérifiabilité et en les liant à la section « Notes et références ».

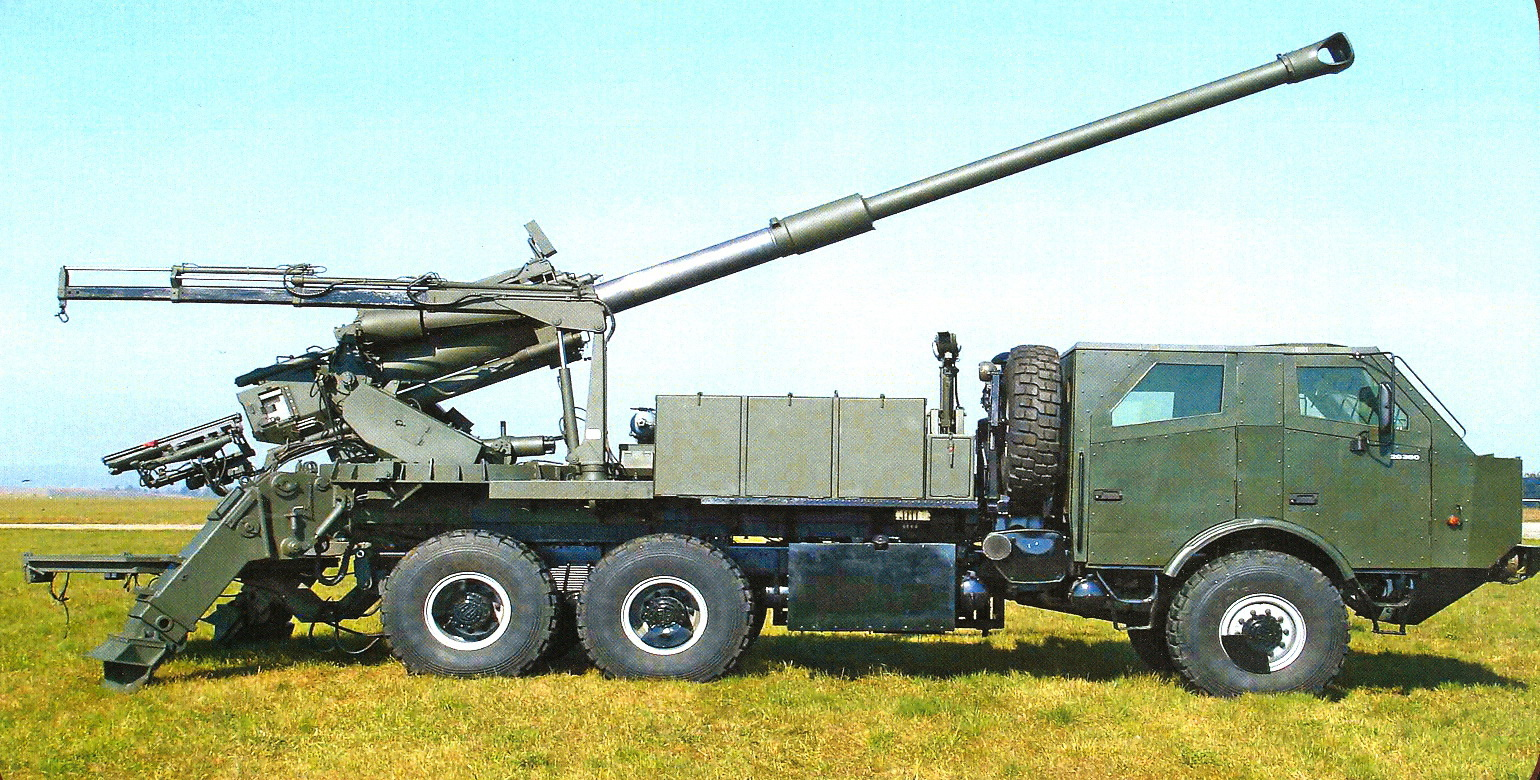
Système ATROM de calibre 52

ATMOS (Autonomous Truck Mounted Howitzer System) est un système d'obusier automoteur de calibre 155 mm produit par le fabricant militaire israélien Soltam Systems maintenant devenu Elbit systems.
Le système est à longue portée, à déplacement rapide, monté sur camion avec une puissance de feu et une mobilité élevées, un déploiement rapide, un temps de réponse court, utilisable dans toutes les zones de terrain. Le système de conduite de tir est entièrement informatisé, offrant un contrôle automatique, une navigation précise et une acquisition de cible. L'obusier  est proposé avec différentes longueurs de canon, allant du calibre 39 au calibre 52, afin de répondre aux différentes exigences des clients.

## Description
L'ATMOS est équipé d'une munition de calibre 155 mm conforme aux normes OTAN et est monté sur un châssis de camion tout-terrain 6 × 6. Le mécanisme de culasse est à coulissement horizontal qui s'ouvre automatiquement vers la droite grâce à une bague d'obturation métallique. Le frein est un vérin hydraulique avec un récupérateur hydro-pneumatique, et la longueur de recul est variable de 850 à 1 100 mm. Deux équilibreurs pneumatiques équilibrent le canon, l'élévation et la rotation de l'arme sont tous hydrauliques et contrôlés par ordinateur. Les engrenages de visée du canon, les systèmes d'assistance au chargement et les vérins sont actionnés par un bloc d'alimentation hydraulique. Avec un canon 155 mm, une portée maximale de 41 km peut être atteinte, en utilisant un projectile ERFB-BB (Extended Range Full-Bore - Base Bleed), 30 km en tirant le projectile OTAN L15 High Explosive (HE) et 24,5 km tirant l'ancien projectile M107 HE.
L'ATMOS 2000 transporte au total 27 projectiles et ses charges associées, il peut être manœuvré par un équipage de quatre hommes, composé de deux chargeurs positionnés de part et d'autre à l'arrière. Le système offre une cadence de tir comprise entre quatre et neuf coups par minute.

## Développement
Fin 2001, Soltam Systems a publié les détails de la dernière version de son ATMOS 2000 dont l'existence a été révélée pour la première fois fin 1999. A cette époque, on l'appelait aussi le canon automoteur à roues (SPWG). L'ATMOS a été développé sur fonds privés et vise principalement les marchés d'exportation, bien qu'il ait déjà été présenté aux Forces de défense israéliennes (FDI). Les canons automoteurs à roues sont généralement moins chers à se procurer que leurs homologues à chenilles plus courants. Ils ont des coûts de cycle de vie inférieurs et sont plus faciles à utiliser et à entretenir. De plus, ils ont également une plus grande mobilité stratégique et ne dépendent pas des transporteurs d'équipement lourd (HET). À la fin de 2001, le système a tiré plus de 1 000 coups, lors d'essais approfondis en Israël.
À la mi-2003, un client exportateur anonyme avait passé un contrat avec la société d'une valeur de cinq millions de dollars pour un lot non précisé de systèmes ATMOS 2000. À partir de fin 2004, les Forces de défense israéliennes (FDI) ont effectué des tests approfondis sur le terrain de l'ATMOS.[réf. nécessaire]
Il existe également une version roumaine, appelée ATROM, qui utilise le même canon Soltam de 155 mm sur un châssis de camion ROMAN 26.360 DFAEG 6x6 développé localement. Ce projet a été suspendu après la construction de trois prototypes.

## Les opérateurs

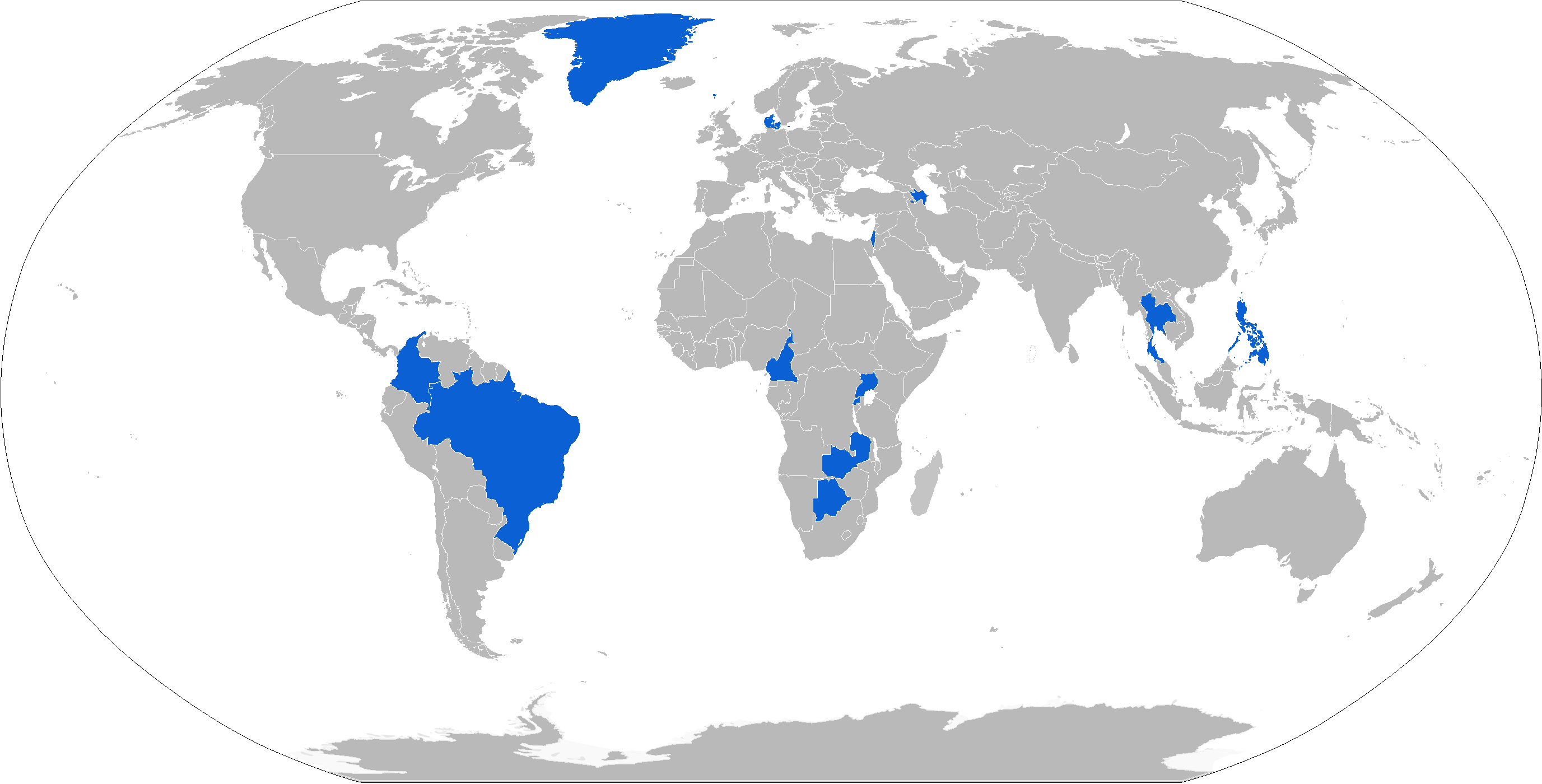
Carte des opérateurs ATMOS 2000 en bleu

### Opérateurs actuels
- Azerbaïdjan – Armée azerbaïdjanaise : six systèmes[3]
- Botswana - Force de défense du Botswana : cinq systèmes en 2018[4]
- Cameroun – Armée camerounaise : 18 systèmes[5]
- Philippines – Armée philippine : 12 systèmes[6]
- Thaïlande – Armée royale thaïlandaise : M758 ATMG - 24 systèmes[7],[8]
  - Corps des Marines royaux thaïlandais : ATMOS 2000 - six systèmes
- Roumanie – Armée roumaine: trois prototypes ATROM[3],[5]
- Rwanda – Force de défense rwandaise: au moins un système ATMOS 2000[9],[10]
- Ouganda – Forces terrestres de l'UPDF : six systèmes[3],[5]
- Zambie – Armée zambienne : six systèmes[11]

### Futurs opérateurs
- Colombie – Armée colombienne : L'armée colombienne va acquérir 18 unités de l'obusier automoteur développé par Elbit Systems[12].
- Maroc - 36 unités commandés[13]
- Israël – À partir de 2017, un développement de l'ATMOS 2000 a été sélectionné pour remplacer les M109 exploités par les Forces de défense israéliennes[14].
- Danemark – Armée royale danoise : L'armée danoise va acquérir 19 unités d'ATMOS 2000 pour remplacer les 19 unités commandées d'obusiers CAESAR 8 × 8 de production française qui ont été promises aux forces armées ukrainiennes[15],[16].
- Brésil – L'Atmos 2000 a été proposé à l'armée brésilienne dans le cadre du programme "VBCOAP 155mm SR" pour l'acquisition de 36 obusiers automoteurs[17], et sélectionné le 29 avril 2024. Deux premiers systèmes doivent être livrés dans les 12 mois à des fins d’évaluations techniques et opérationnelles, avant que le Commandement de la Logistique de l'armée brésilienne ne commande les autres, qui seront livrés jusqu’en 2034. La valeur totale de ce marché est estimée à 180 millions d’euros (soit 1 milliard de réals)[18].

### Opérateurs potentiels
- Pologne – les forces terrestres polonaises ont prévu mais n'ont jamais commandé l'obusier AHS Kryl de 155 mm, une version de fabrication nationale de l'ATMOS 2000[19].
- États-Unis – L'armée américaine s'intéresse à des plates-formes d'artillerie plus mobiles. Certains "Mobile Howitzer Trials and Shoot-Off" avaient eu lieu en 2021. Les systèmes testés étaient le CAESAR, l'ATMOS 2000, l'Archer et le Nora B-52. L'armée a été impressionnée par l'Archer, également très positive avec le CAESAR. Mais peu de choses ont filtré sur la possibilité de commander l'un de ces systèmes. Comme certains obusiers M777 ont été donnés à l'Ukraine, il est certainement possible que l'armée envisage une variante montée sur camion pour compenser comme un remplissage d'espace pour couvrir les obusiers donnés.